# 陶庄镇 (枣庄市)
陶庄镇，是中华人民共和国山東省枣庄市薛城区下辖的一个乡镇级行政单位。

## 行政区划
陶庄镇下辖以下地区：
上马社区、院山社区、左村、尚马村、史湖村、小武穴村、上武穴村、前院山村、后院山村、徐村、天齐庙村、唐庄村、齐湖村、西防备村、前西村、西桥村、东仓村、皇殿村、河北庄村、奚村、吴村、孔庄村、后湾村、小官庄村、鲁桥村、千山村、夏庄村、马公村、大南庄村、种庄村、大陶庄村、井亭村、文艺街类似社区、安居类似社区、西门外类似社区、南宿舍类似社区、五零二类似社区、五零四类似社区、北二类似社区、西宿舍类似社区和八二四厂类似社区。